# Хамелеонови
 За едноименното съзвездие вижте Хамелеон (съзвездие).  
Хамелеоновите (Chamaeleonidae) са семейство малкоподвижни влечуги.
Някои представители на това семейство са прочути със способността си да променят окраската в зависимост от фона на околната среда. Между зелените листа хамелеонът е зеленикав, но ако бъде сложен върху кафяви листа или голи клонки, той постепенно става кафяв.
Хамелеоновите могат да бъдат екзотични домашни любимци. Най-често срещани са Chamaeleo jacksonii и Chamaeleo calyptratus. Повечето хамелеони са вписани в CITES (the Convention on International Trade in Endangered Species of Wild Fauna and Flora), затова не е позволено да се изнасят извън родните им страни. Крайниците на хамелеоните имат пет пръста, разположени два на три срещуположно, завършващи с по един нокът, с помощта на които здраво се захващат за клоните на дърветата.

## Разпространение
Хамелеоновите обитават тропиците, дъждовните гори, саваните, полупустините и степите на Африка и Мадагаскар. Някои видове съществуват и в Южна Европа и Азия.

## Описание
Големите им очи са с особено устройство, защото могат да се движат самостоятелно: едното може да гледа напред, а другото – назад. Тази способност е много полезна за търсенето на насекоми, както и за предпазване от врагове. Хамелеоновите се движат много бавно, от крак на крак, като с всяка крачка се придвижва с 1 – 2 cm. Само ако са застрашени, правят скок от цели 50 cm, за да се захванат за друг клон. Те не могат да гонят жертвата си, затова я дебнат неподвижно, след това изстрелват дългия си, лепкав език и улавят жертвата. Езикът им е по-голям от тялото.
Хамелеоновите варират в размери. От 2,5 cm при Brookesia minima, до 79 cm при мъжкия Furcifer oustaleti.
Много от тях имат окраска. Тя може да бъде удължаване на носа, рогоподобен израстък както при Chamaeleo jacksonii или гребен както при Chamaeleo calyptratus.
Хамелеоновите имат дълъг лепкав език, с който улавят жертвата си. Понякога той е по-дълъг от тялото на хамелеона. Те го изстрелват със скорост равна на 26 пъти дължината на тялото за секунда. Езикът улучва целта си приблизително за 30 хилядни от секундата.
Хамелеоновите могат да променят цвета на кожата си. Това е израз на физическото им състояние, начин за общуване и служи като защита срещу хищници.
Хамелеоновите имат специализирани клетки под прозрачната си кожа наречени хроматофори. Клетките, които се намират в по-горния слой, се наричат ксантофори и еритрофори. Те съдържат респективно жълт и червен пигмент. Клетките намиращи се под тях се наричат иридофори. Те съдържат безцветно вещество което може да отразява синият спектър на видимата светлина. Чрез комбинация от тези 3 цвята се получават останалите. Например за да стане зелен жълтият пигмент се смесва със синята светлина.

## Хранене
Хранят се с мухи, скакалци и бръмбари. Предпочитат течащата вода пред застоялата.

## Размножаване
Хамелеоновите се размножават чрез яйца. Някои видове снасят яйцата след 3 до 6 седмици период на бременност. Някои хамелеони не снасят яйцата. Те се носят от майката, излюпват се в нея и се раждат напълно развити хамелеони.
Женските, които снасят яйца, слизат от дървото, изкопават дупка дълбока от 10 до 30 сантиметра в зависимост от вида и снасят в нея яйцата, след което ги заравят.
Различните видове снасят различен брой яйца. Например представителите на големите по размери Chamaeleo calyptratus могат да снесат до 80 или дори 100, а тези на малките по размери Brookesia само от 2 до 4.
Яйцата на различните видове се излюпват след различно време. Обикновено след 4 до 12 месеца.
Смята се че яйцата на хамелеоните Calumma parsonii и Galinikus Stoianovikus, които са рядко срещани в плен се излюпват след около 24 месеца.
Живораждащите хамелеони раждат малките си след 4 до 6 месеца. Такива са представителите на Chamaeleo jacksonii.

## Родове
Семейство Chamaeleonidae – Хамелеонови
- Подсемейство Brookesiinae
  - Brookesia – Мадагаскарски хамелеони джуджета
  - Palleon
- Подсемейство Chamaeleoninae
  - Archaius
  - Bradypodion – Африкански хамелеони джуджета
  - Calumma – Мадагаскарски хамелеони
  - Chamaeleo – Хамелеони
  - Furcifer – Пантерови хамелеони
  - Kinyongia
  - Nadzikambia
  - Rieppeleon
  - Rhampholeon
  - Trioceros